# Église Sainte-Marie de Vau i Dejës
L'église Sainte-Marie de Vau i Dejës est une église catholique située à Vau i Dejës, dans la préfecture de Shkodër, en Albanie. Elle est protégée comme Monument culturel d'Albanie.

## Historique

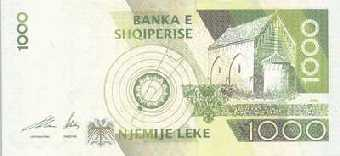
Le billet de 100 lek (version de 1996) avec l'église Sainte-Marie de Vau i Dejës.

L'église Sainte-Marie est construite au XIIe siècle. Le héros national Scanderbeg épouse Donika Kastrioti en cette église.
Le 30 mai 1969, l'église est détruite par une explosion sur ordre de Fadil Ymeri,. Gani Stratizmiri dépose un recours judiciaire auprès du procureur, car l'édifice avait été protégé comme Monument culturel d'Albanie vingt ans plus tôt, protection signalée par un panneau. Le procureur n'inculpe pas les auteurs de l'attaque, car ils auraient agi sans savoir que l'église était un Monument culturel,.
L'église Sainte-Marie est reconstruite près des ruines de l'ancien édifice. Elle figure sur le billet de 1000 lekë de 1996.